# Троє чоловіків і маленька леді
«Троє чоловіків і маленька леді» (англ. Three Men and a Little Lady) — американська кінокомедія 1990 року, продовження фільму «Троє чоловіків і немовля». В головних ролях Том Селлек, Стів Гуттенберг, Тед Денсон та Ненсі Тревіс.

## Сюжет
Минуло п'ять років, як в житті Пітера Мітчелла, Джека Голдена і Майкла Келлама з'явилася маленька Мері. Вони разом з мамою Мері Сильвією продовжують жити під одним дахом, але відчувають, що настав час для змін. Сильвія прагне родинного щастя з чоловіком, який її кохатиме, і, їй здається, таким чоловіком стане Едвард Гаргрів, режисер театру, з яким вона працює. Пітер Мітчелл відчуває його нещирість і сумнівається, що Сильвія буде у цьому шлюбі щасливою, але як це їй довести і як відкритися, що він до неї теж не байдужий?

## В ролях
| Актор             | Роль               |
| ----------------- | ------------------ |
| Том Селлек        | Пітер Мітчелл      |
| Стів Гуттенберг   | Майкл Келлам       |
| Тед Денсон        | Джек Голден        |
| Ненсі Тревіс      | Сильвія Беннінгтон |
| Крістофер Кейзнов | Едвард Гаргрів     |
| Фіона Шоу         | міс Елспет Ломакс  |
| Робін Вайсман     | Мері               |
| Шейла Хенкок      | Віра Беннінгтон    |

## Критика
Фільм отримав стримані відгуки: Rotten Tomatoes дав оцінку 40% на основі 20 відгуків від критиків і 43% від більш ніж 50 000 глядачів.